# Yuma Koishi
Yuma Koishi (Japón, 15 de septiembre de 1993) es un ciclista japonés que corre desde la temporada 2018 en el equipo japonés JCL Team Ukyo de categoría Continental.

## Palmarés
2011
- 2.º en el Campeonato de Japón Contrarreloj junior [1]

2015
- Campeonato Asiático en Ruta sub-23 [2]
- Campeonato de Japón Contrarreloj sub-23  [3]
- 3.º en el Campeonato Asiático Contrarreloj sub-23 [4]

2018
- 3.º en el Campeonato de Japón Contrarreloj

2022
- 2.º en el Campeonato de Japón Contrarreloj

2023
- Campeonato de Japón Contrarreloj

2025
- 3.º en el Campeonato de Japón Contrarreloj